# Potzlow

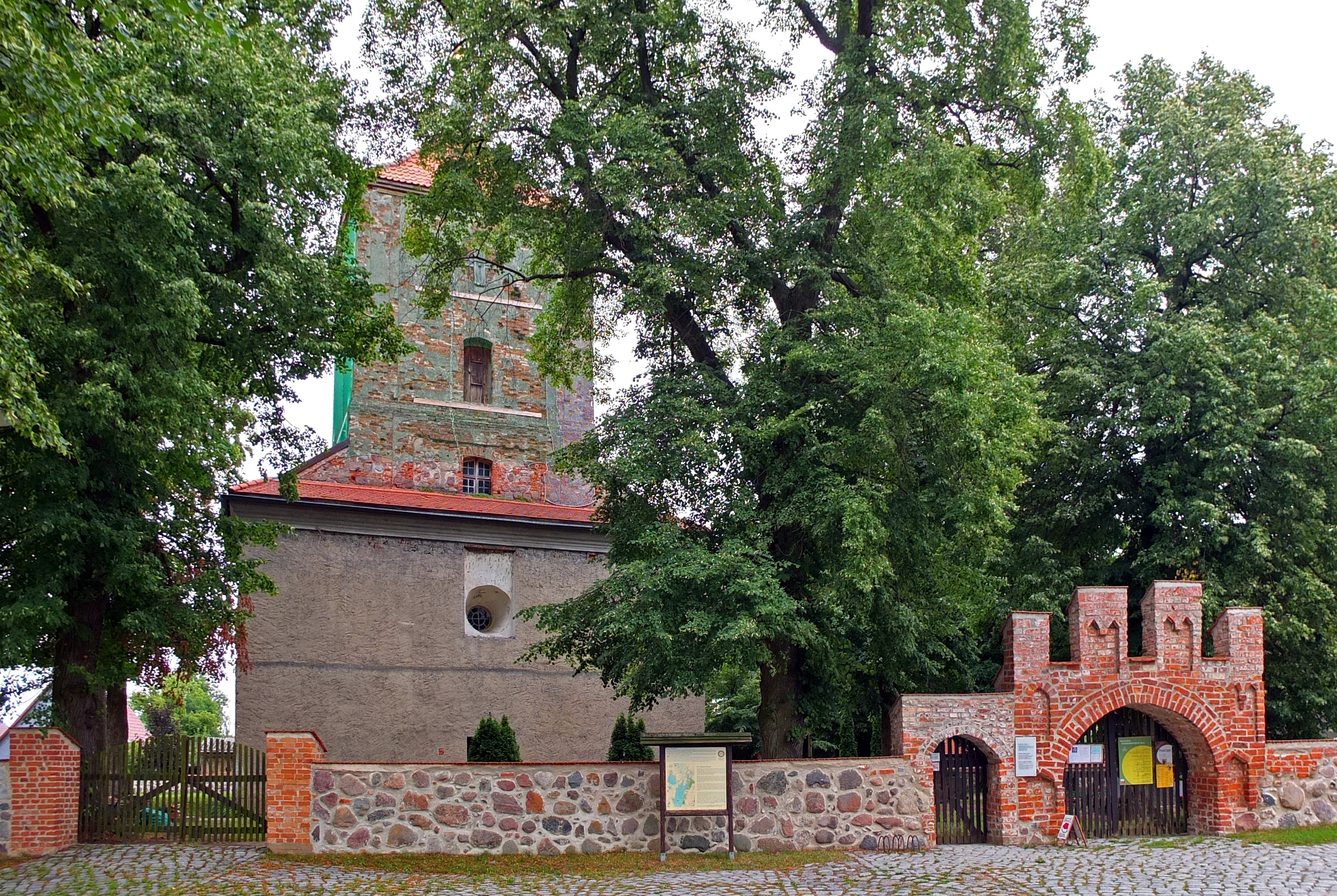
Denkmalgeschützte Kirche und Kirchhofseinfriedung

Potzlow ist ein Ortsteil der Gemeinde Oberuckersee mit rund 500 Einwohnern im Landkreis Uckermark, Brandenburg.

## Geographie
Der Ort liegt in der Uckermark zehn Kilometer südlich von Prenzlau. Direkt am Ort liegt der Potzlowsee, drei Kilometer östlich liegen der Ober- und der Unteruckersee. Umgebende Gemeinden sind Seehausen (Bahn-Anbindung: Stralsund – Berlin), Sternhagen und Fergitz.

## Geschichte
Erstmals erwähnt wurde Potzlow als Pozlowe 1239. Bereits 1287 erhielt Potzlow das Stadtrecht, dieses wurde dem Ort jedoch bereits 1608 wieder aberkannt.
Am 1. Januar 1926 wurde die Gemeinde Strehlow nach Potzlow eingegliedert. 1989 feierte der Ort sein 750. Jubiläum. Silvester 2001 schloss es sich mit drei anderen Gemeinden zur neuen Gemeinde Oberuckersee zusammen.
Am 12. Juli 2002 wurde der 16-jährige Marinus Schöberl von drei Jugendlichen mit rechtsextremem Hintergrund in einer ehemaligen LPG-Schweinemastanlage des Ortes ermordet. Das Opfer galt zuerst als verschwunden. Erst im November 2002 wurde die Leiche gefunden. Potzlow erhielt durch die Ereignisse und den anschließenden Gerichtsprozess viel mediale Aufmerksamkeit.

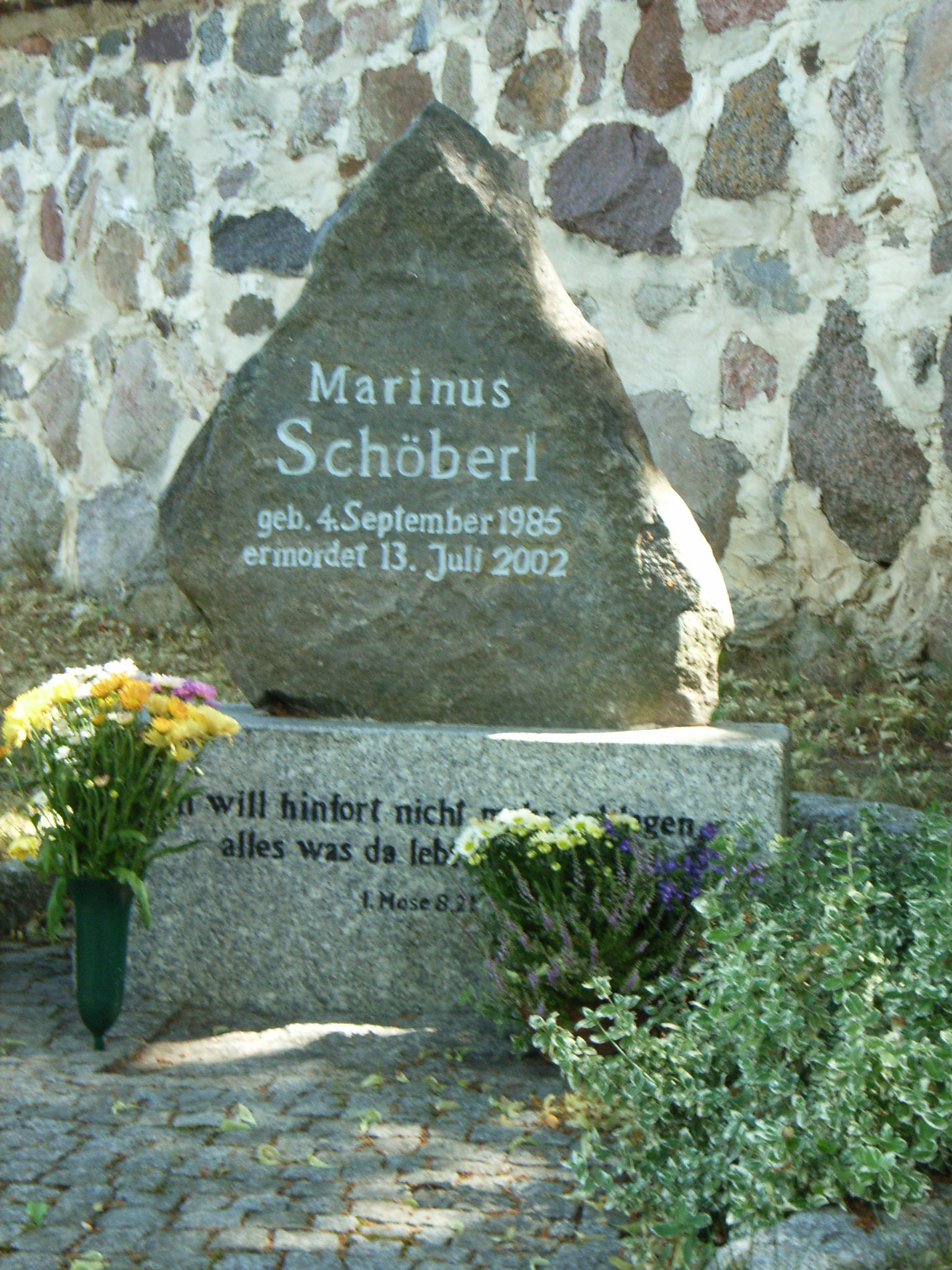
Gedenkstein für Marinus Schöberl vor der Kirche

## Sehenswürdigkeiten

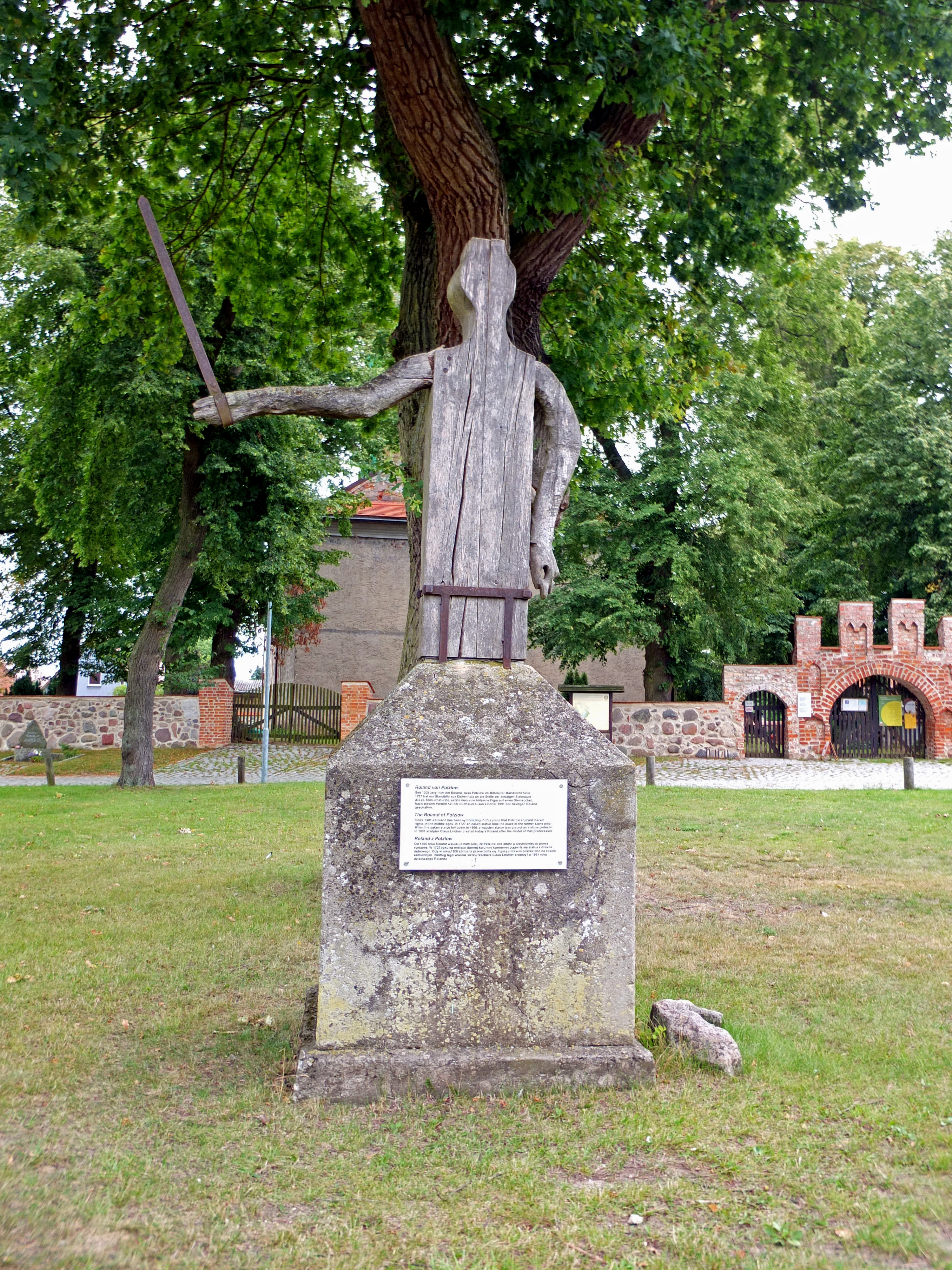
Hölzerner Roland am Marktplatz

Es gibt eine Saalkirche aus Granitquadern aus dem 15. Jahrhundert. Die Kirche enthält eine Remler-Orgel und zwei Kirchenglocken. Die Namen der Spender, die damalige Patronatsfamilie des Dorfes Strehlow, von Kettelhack, sind auf ihnen zu lesen.
Auf dem Marktplatz befindet sich eine hölzerne Rolandsfigur (Potzlower Roland). Seit 1305 zeigte ein Roland das Marktrecht Potzlows an. Der Sage nach soll es sich hierbei um eine Steinfigur gehandelt haben. Sie soll von Prenzlauern im Streit um die Stadtrechte entwendet worden sein. Am 12. November 1727 wurde ein neuer Roland aus Eichenholz aufgestellt. Dieser stürzte 1806 um und wurde vom ortsansässigen Zimmermann durch eine sehr einfache Holzfigur ersetzt. Später wurde diese zusätzlich auf einen Sandsteinsockel gestellt. Der über die Jahre stark verwitterte Roland wurde abgebaut und befindet sich heute im Turm der Kirche. 1991 erschuf der Bildhauer Claus Lindner einen Ersatz, der sich an der letzten Vorgängerversion orientiert.

## Tourismus
Durch das Dorf führen der touristische Rad- und Fußweg Wallpfad und der Radfernweg Berlin–Usedom. Das Dorf ist Teil des Gebietes der Uckermärkischen Seen.